# Protestos do Monson Motor Lodge em 1964
O protesto Monson Motor Lodge de 1964 foi parte de uma série de eventos durante o movimento pelos direitos civis nos Estados Unidos, ocorrido em 18 de junho de 1964, no Monson Motor Lodge em St. Augustine, Flórida. A campanha de junho a julho de 1964 foi liderada por Robert Hayling, Martin Luther King Jr. Ralph Abernathy, Andrew Young, Hosea Williams, CT Vivian, Fred Shuttlesworth, entre outros. St. Augustine foi escolhido para ser o próximo campo de batalha contra a segregação racial por ser altamente racista.